# آتتیش
آتتیش (به فرانسوی: Attiches) یک کمون در فرانسه است که در canton of Pont-à-Marcq واقع شده‌است. آتتیش ۶٫۶۸ کیلومتر مربع مساحت دارد ۶۰ متر بالاتر از سطح دریا واقع شده‌است.